# Museum Moorseer Mühle

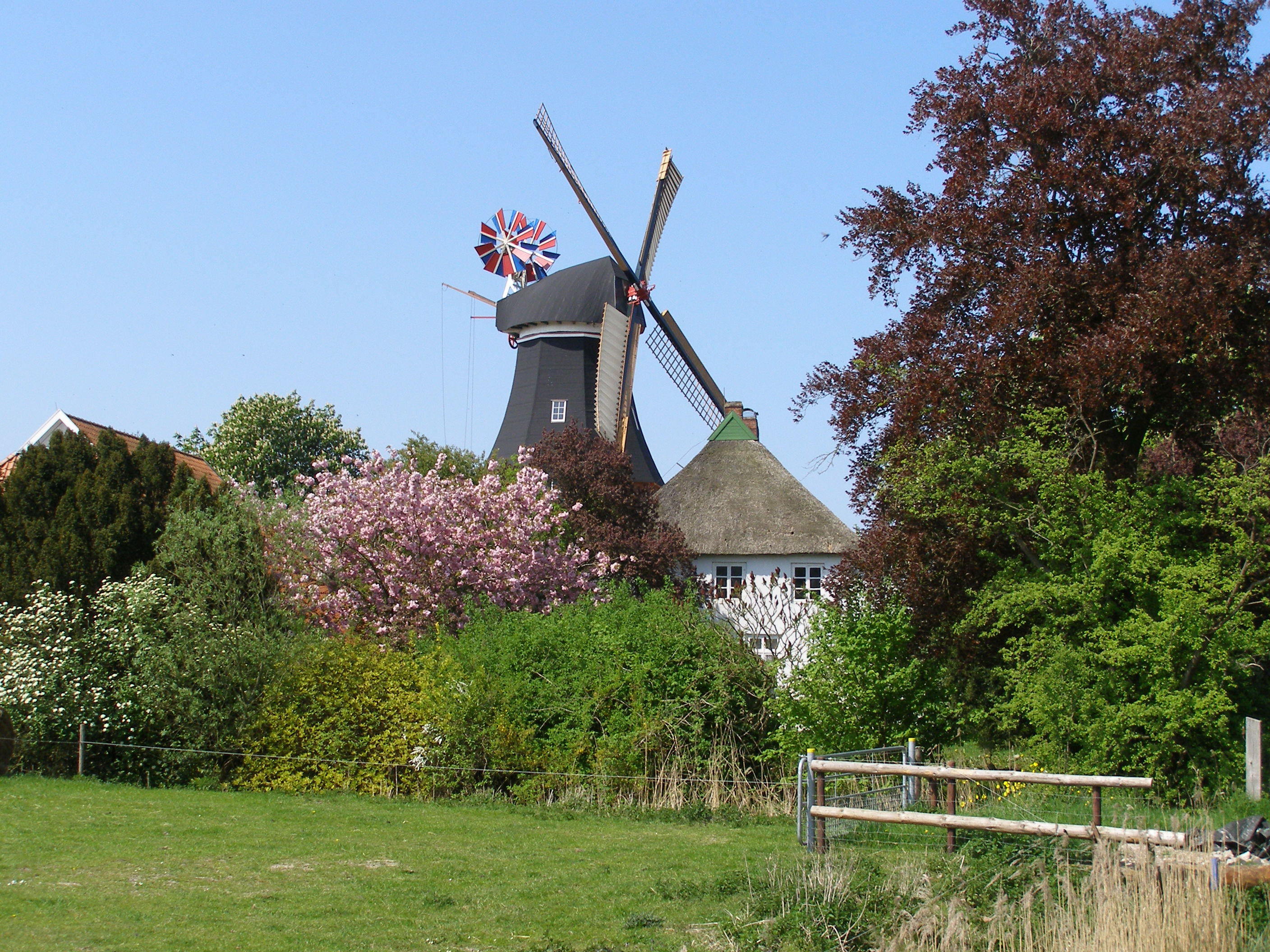
Das Museum Moorseer Mühle. Bild: Archiv Museum Moorseer Mühle

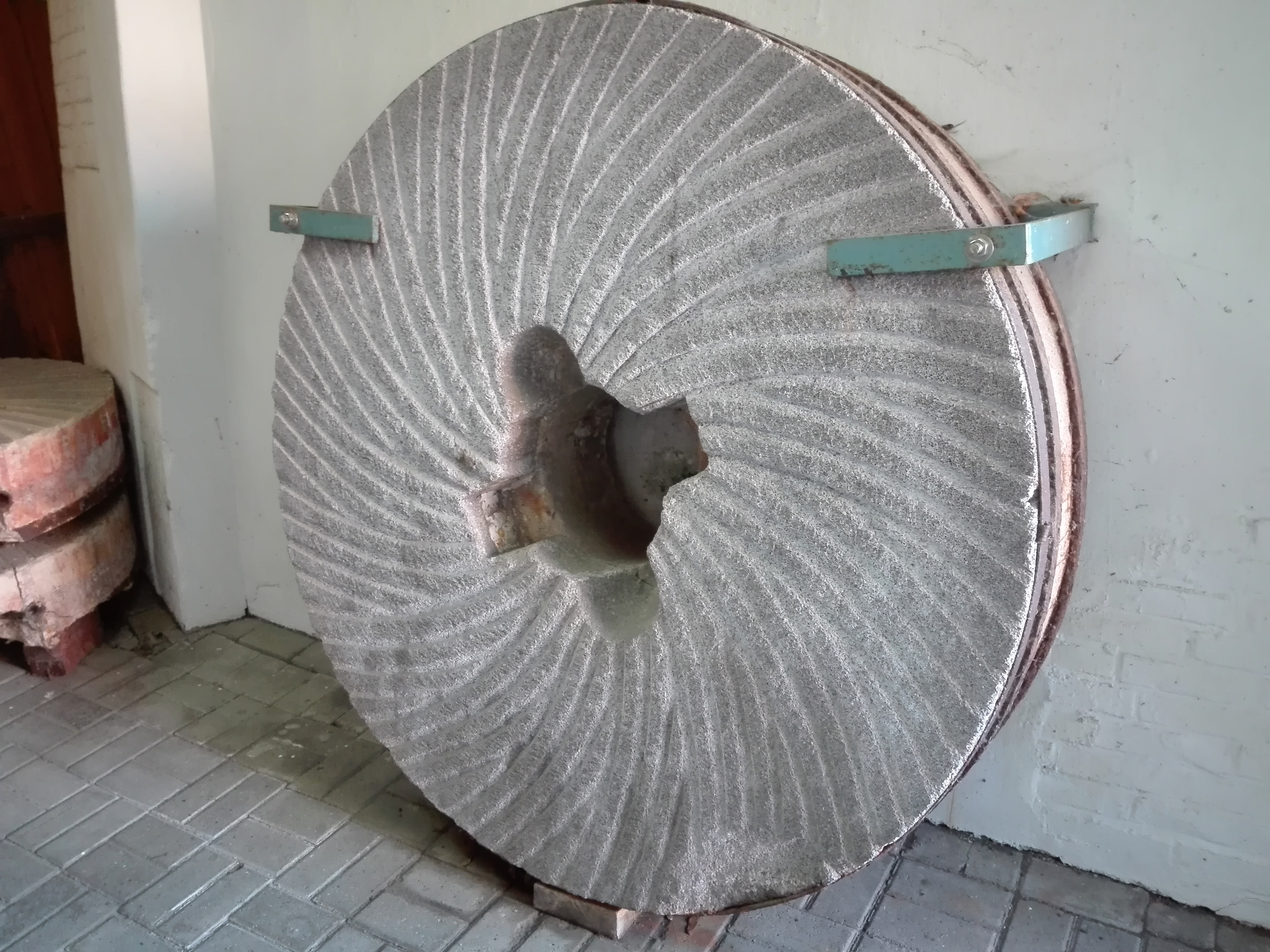
Ein oberer Mühlstein (Läuferstein) in der Moorseer Mühle.

Die Moorseer Mühle an der Butjadinger Straße 132 in Nordenham-Abbehausen ist der letzte voll funktionsfähige Galerieholländer im Landkreis Wesermarsch in Niedersachsen. Seit 1978 wurden die Moorseer Mühle und der dazugehörige Wirtschaftsbetrieb zu einem Museum umgewandelt und stetig weiterentwickelt. Das heutige Museum Moorseer Mühle präsentiert das größte im Originalzustand erhaltene und museal erschlossene Mühlenensemble in Nordwestdeutschland.
Die Gebäude stehen unter Denkmalschutz (siehe auch Liste der Baudenkmale in Nordenham).

## Mühlengeschichte

### 17. Jahrhundert
Die Geschichte der Moorseer Mühle ist bis in das 17. Jahrhundert zurückzuverfolgen. Um 1613 wird die „Obbehuser Mühle“ erwähnt, bei der es sich vermutlich um eine Bockwindmühle am Klosterweg in Abbehausen-Moorsee gehandelt haben könnte. In der Chronik zu 700 Jahre Abbehausen wird der Bau der „Hobemühle“ auf 1600 datiert und am Abbehauser Groden verortet. Die erste urkundliche Erwähnung einer Moorseer Mühle findet sich im Seelenregister von 1675 der Gemeinde Abbehausen, in dem der Moorseer Müller Clauß Fux aufgeführt wird.
Nach dem Kontributionsregister (Steuerliste) von 1679 gehörte die Hälfte der Moorseer Mühle sowie des Müllerhauses Tiörck Ummen. Im Jahr 1680 erbte Wilken Ummen den Besitz. Noch im selben Jahr verfassten Tiörck und Wilken Ummen ein Testament, in dem festgelegt wurde, dass ihre Anteile an die Kirchspielarmen fielen. Der Pachterlös von 220 Reichstalern kam der Finanzierung von Schulbildung, der Kirche, dem Pastor, dem Landgericht Ovelgönne sowie den Rechnungsführern zugute. Als Wilken Ummen im Jahr 1688 starb, wurde die Mühle verpachtet. Der jeweilige Müller musste die wirtschaftlichen Ergebnisse der Mühle mit der Kirche abrechnen, da ihr laut ummen’schen Testament die Hälfte der Mühle gehörte.

### 18. und 19. Jahrhundert
Um 1730 muss die Bockwindmühle von ihrem ursprünglichen Standort entfernt worden sein. Ein Versteigerungsprotokoll von 1731 belegt, dass das Holz der Moorseer Mühle versteigert wurde. Der Erlös ging zu gleichen Teilen an den damaligen Miteigentümer der Mühle, Johann Ulcken und den Ummen’schen Fundus. Die Mühle wurde am heutigen Standort als Bockwindmühle neu errichtet.
Im Jahr 1762 ersteigerte Anton Thaile aus Neuenburg die Hälfte der Eigentumsanteile an der Bockwindmühle in einem Konkursverfahren. Laut einem Eintrag im Brandkassenregister der Oldenburgischen Landesbrandkasse verkaufte 1800 auch die Kirche ihre Eigentumsrechte an Anton Thaile. Der Sohn von Anton Thaile, Christian Theilen, erbte 1810 die Moorseer Mühle von seinem Vater. Er geriet jedoch bereits 1825 in Konkurs. Im Konkursverfahren ersteigerte der Bäcker Franz Sagemüller die Mühle. Er übergab die Windmühle, die Stallungen, die Remise, das Wohnhaus und die dazugehörigen Ländereien an seinen Sohn Johann Anton Sagemüller.
Als Johann Anton Sagemüller am 23. Februar 1852 verstarb, hinterließ er seinem Sohn Franz Eduard den Mühlenbesitz mit den Ländereien. Am 23. Dezember 1854 brannte die Bockwindmühle ab und wurde im Folgejahr in Form eines Galerieholländers wieder aufgebaut. Mit der Führung seines landwirtschaftlichen Betriebes war Franz Eduard Sagemüller voll ausgelastet, daher verpachtete er die Mühle und den angegliederten Bäckereibetrieb 1871 an Hermann Hemken aus Altendeich. Im Jahr 1889 pachtete Georg Ostendorf aus Abbehauserwisch den Betrieb. Zehn Jahre später erstand Ostendorf ein Torfwerk und gab daraufhin das Mül-lergeschäft auf.

### 20. Jahrhundert
Am 1. Mai 1899 wurden die Mühle und die dazugehörigen Gebäude von Anton Gerhard Reinken (* 1846, † 1905) und dessen Sohn Johann Hinrich Gerhard Reinken (* 1875, † 1945) gepachtet. 1900 folgte die Aufnahme des Betriebes in das Handelsregister. Während eines Sturms am 11. September 1903 gerieten die Flügel außer Kontrolle und die Mühle fing Feuer. Sie brannte bis auf die Grundmauern nieder. Im Jahr 1904 kaufte die Familie Reinken die Mühle und engagierte den Mühlenbauer Hermann Schwarting für den Wiederaufbau. Für den wirtschaftlichen Fortbestand des Mühlenbetriebes diente zu dieser Zeit eine Lokomobile, die einen Mahlgang antrieb.
Johann Hinrich Gerhard Reinken übernahm 1905 nach dem Tod seines Vaters die Geschäftsführung. Die Auslastung der Mühle überstieg im Jahr 1910 die Kapazitäten des Windmahlgangs, sodass der Betrieb bis 1912 um eine Dampfmaschine, die einen zweiten Mahlgangantrieb, erweitert wurde. Reinken hatte zu dieser Zeit zwei Müller, einen Bäcker und zwei Fuhrleute in seiner Mühle angestellt. Mit dem Ausbruch des Ersten Weltkriegs wurde der Mühlenbetrieb weitestgehend lahmgelegt. Erst ab 1924 erfolgte ein stetiger, wenn auch langsamer Aufschwung. Neben dem Bäckereibetrieb erweiterte Gerhard Reinken die landwirtschaftlichen Flächen der Mühle, die als drittes wirtschaftliches Standbein des Mühlenbetriebs dienten.

#### Nationalsozialismus und Zweiter Weltkrieg
Nach der Machtergreifung der Nationalsozialisten 1933 wandelte sich der wirtschaftliche Aufbau des Unternehmens. An Stelle der freien Marktwirtschaft trat mit der Verkündung des NS-Vierjahresplans 1936 die Planwirtschaft und der Mühlenbetrieb wurde in den Reichsnährstand eingegliedert. Der Müller arbeitete fortan nicht mehr für das eigene wirtschaftliche Bestehen, sondern für die deutsche Volkswirtschaft. Heinrich Anton Reinken (* 1910, † 2001), der Sohn des Müllers Johann Hinrich Gerhard Reinken, trat 1938 der NSDAP bei und wurde 1939 eingezogen. Der Betrieb wurde in seiner Abwesenheit von seiner Frau Anneliese Reinken (* 1912, † 2003) und weiteren Familienmitgliedern bewirtschaftet. Außerdem arbeitete im Krieg eine Zwangsarbeiterin aus Russland und eine aus der Ukraine im Haushalt. Gerhard Reinken verstarb 1945, sodass Heinrich Reinken Alleinbesitzer des Betriebes wurde.
Im Januar 1945 errichtete das Deutsche Rote Kreuz ein Lazarett auf dem Gelände der Mühle. Im Wohnhaus der Familie Reinken wurden nach dem Krieg Flüchtlinge einquartiert. Noch während eines Fronturlaubs hatte Heinrich Reinken zehn Tonnen Getreide eingemauert, um sie vor den alliierten Prüfern zu verstecken. Mit dem Ertrag aus diesem Getreide sowie dem Verkauf von zehn Schweinen konnte der Mühlenbetrieb schnell wieder aufgenommen werden. Nach kurzer britischer Kriegsgefangenschaft kehrte Heinrich Reinken im Juni 1945 zurück und übernahm wieder die Geschäfte in der Moorseer Mühle.

#### Nachkriegszeit
1962 wurde die Moorseer Mühle unter Denkmalschutz gestellt. Zu der Zeit arbeiteten im Betrieb neben den Inhabern zwei Müller, ein Bäckermeister, drei Fuhrleute sowie ein Stallknecht. In den Sommermonaten, als die Mühle nur wenig ausgelastet war, bot die Landwirtschaft der Familie Reinken eine alternative Beschäftigung für die Mitarbeiter. Der Mühleninhaber war neben der Bezahlung der Mitarbeiter auch für deren Ernährung zuständig. Diese Aufgabe übernahm Anneliese Reinken, die von zwei Hauswirtschaftlerinnen, einer Melkfrau und einer Waschfrau unterstützt wurde. Am 23. Juni 1969 fing das Dach des Wirtschaftsgebäudes mit der Bäckerei aus bis heute ungeklärten Gründen Feuer. Der Funkenflug des reetgedeckten Daches setzte auch die Galerie der Windmühle und das Wohnhaus in Brand. Den drei Freiwilligen Feuerwehren aus Nordenham, Abbehausen und Phiesewarden gelang es jedoch, die Galerie und das Wohnhaus zu löschen. Das Wirtschaftsgebäude konnte von den Feuerwehren nicht mehr gerettet werden. Die Bäckerei wurde im Nebengebäude der Mühle neu eingerichtet.
Die Müllerfamilie Reinken leitete den Betrieb der Moorseer Mühle bis 1977 und begleitete auch den Umwandlungsprozess von Wirtschaftsbetrieb zum Museum. Die Moorseer Mühle überlebte lange Zeit das Mühlensterben, bei dem seit Anfang des 20. Jahrhunderts immer mehr Wind- und Wassermühlen ihren Betrieb aufgeben mussten. Sie war die letzte Windmühle in der Wesermarsch, die noch wirtschaftlich Getreide zu Mehl verarbeitete. Dies war aufgrund der drei wirtschaftlichen Standbeine – dem Mahlbetrieb, der Bäckerei und der Landwirtschaft – aber auch durch die Anpassung der Mühle an technische Neuerungen möglich. Die Mühle verfügt bis heute neben dem Wind- und Elektromahlgang über funktionsfähige elektrische Verarbeitungsmaschinen. Aus gesundheitlichen Gründen konnte die Familie Reinken den Mühlenbetrieb 1977 nicht mehr aufrechterhalten. Daraufhin pachtete der Landkreis Wesermarsch die Mühle und funktionierte sie zu einem Museum um.

## Geschichte des Museums

### Heimatmuseum
Erste Ansätze eines Museums finden sich 1928. Der damals 15-jährige Müllersohn Hermann Reinken (* 1913, † 1979) gründete im ersten Stockwerk des Müllerhauses ein „Heimatmuseum“. Er gliederte seine Ausstellung in eine niedersächsische Bauernstube und eine angegliederte Schlafkammer. In einer weiteren Abteilung waren Kriegserinnerungen wie Orden und Medaillen, Inflationsgeldscheine und eine Münzsammlung ausgestellt.

### 1970er-Jahre: Gründung des Museums Moorseer Mühle
Als die Familie Reinken 1977 den Mühlenbetrieb aufgeben musste, erkannte die lokale Politik den Wert der Mühle als eine touristische Attraktion für die Wesermarsch. Der Galerieholländer war außerdem die einzige noch funktionsfähige und im Originalzustand erhaltene Mühle im Bezirk Weser-Ems. Um dieses Kulturdenkmal zu erhalten, pachtete der Landkreis Wesermarsch die Mühle 1977. Am 25. Juli 1978 wurde in der Mühle in Moorsee ein Landwirtschaftsmuseum eröffnet. Im ehemaligen Kornspeicher der Mooseer Mühle entstand eine Ausstellung mit regionaltypischen landwirtschaftlichen Geräten. Die Besucher des Museums wurden durch ehemaligen Mühlenmeister Heinrich Reinken und dessen Sohn Jan-Gerd Reinken betreut.

### 1980er-Jahre: Das neue Museumskonzept des Rüstringer Heimatbundes e.V.
In den 1980er Jahren wuchs die Sammlung des landwirtschaftlichen Museums. Um das Museum zu finanzieren, brachte die Landessparkasse zu Oldenburg in den 1980er Jahren Silber- und Zinnmünzen mit dem Motiv der Moorseer Mühle heraus.
Im Jahr 1986 wurde im Museumsgebäude eine kleine Backstube eingerichtet und der Weg vom Korn zum Brot als ein museumspädagogisches Projekt ausgearbeitet. Außerdem erhielt der denkmalgeschützte Galerieholländer neue Flügel. Mit Beginn des Jahres 1987 übernahm der Rüstringer Heimatbund e.V. die museale Betreuung der Moorseer Mühle. Der Rüstringer Heimatbund e.V. hatte zum Ziel, die Mühle und das historisch gewachsene Gebäudeensemble als Denkmalseinrichtung des Landkreises Wesermarsch zu erhalten. Zum Museumskonzept des Heimatbundes gehörte auch, das historische Umfeld der Mühle wieder darzustellen. Im September 1987 organisierte der Rüstringer Heimatbund e.V. die erste Mühlenwoche an der Moorseer Mühle. Derartige Veranstaltungen gehören bis heute zum Konzept eines „lebendigen Museums“.

### 1990er-Jahre: Museumserweiterung

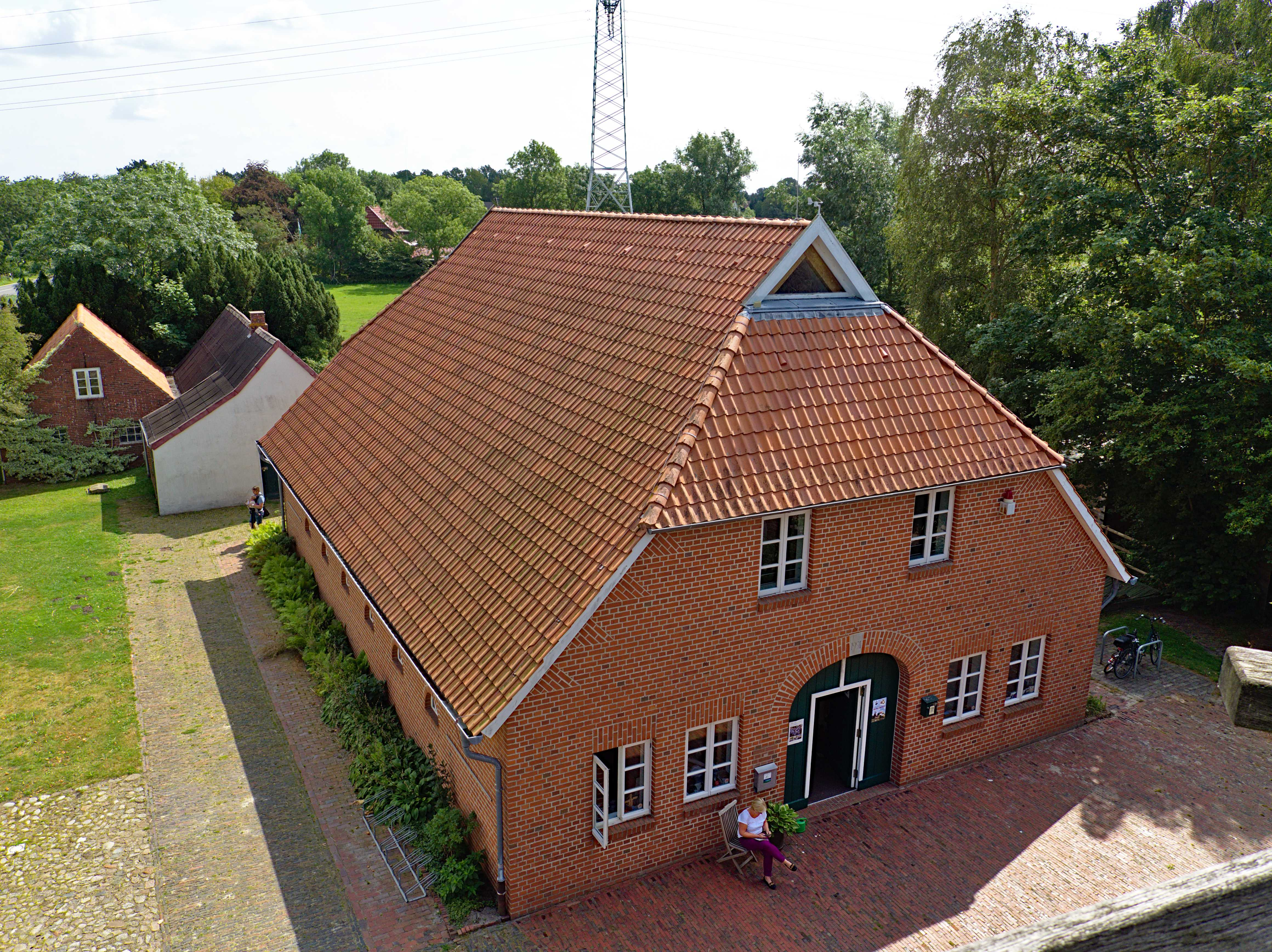
Das Museumsgebäude des Museums Moorseer Mühle

Im Umfeld des Rüstringer Heimatbundes e.V. entstanden bereits seit 1986 Ideen zum Ausbau des Museums. Im Jahr 1988 stellte der Verein einen Antrag, um das 1969 abgebrannte Wirtschaftsgebäude neu zu errichten. Die Kreisarchäologin des Landkreises Wesermarsch, Rosemarie Krämer, erarbeitete 1988 das erste Museumskonzept, das die Umwandlung in ein Fachmuseum zur Mühlengeschichte der Wesermarsch vorsah. Aufbauend auf diesem Konzept startete am 24. Mai 1991 die erste Museumserweiterung mit dem Neubau des Museumsgebäudes und eines Parkplatzes. Später wurden eine Feldscheune, ein Göpelhaus, eine Fluttermühle sowie das Müllerhaus angegliedert. Am 28. Mai 1993 öffnete das Fachmuseum für Mühlengeschichte der Region Wesermarsch.

#### Museumsgebäude
Das Museumsgebäude erhielt in den 1990er Jahren im Untergeschoss eine historische Backstube mit Verkaufstresen. Die ehemalige Bäckerei Schwarting aus Ellwürden diente als Grundstock für diese Bäckerei im Stil der 1920er und 1930er Jahre. Außerdem konnte – ebenfalls im Untergeschoss – die originale Mühlenbauerwerkstatt von Hermann und Hinrich Schwarting im Museumsgebäude wieder aufgebaut werden. Hermann Schwarting hatte die Mühle nach dem Brand 1903 wieder aufgebaut. Auch ein museumspädagischer Raum und Sonderausstellungsfläche finden sich im Untergeschoss des Museumsgebäudes. Im Obergeschoss des Gebäudes befindet sich die Dauerausstellung zur Mühlengeschichte in der Wesermarsch. Sie zeigt die historische Entwicklung des Mühlenwesens von den Anfängen des Getreidemahlens mit steinernen Handmühlen bis zum Ende des Mühlenwesens in der Wesermarsch. 

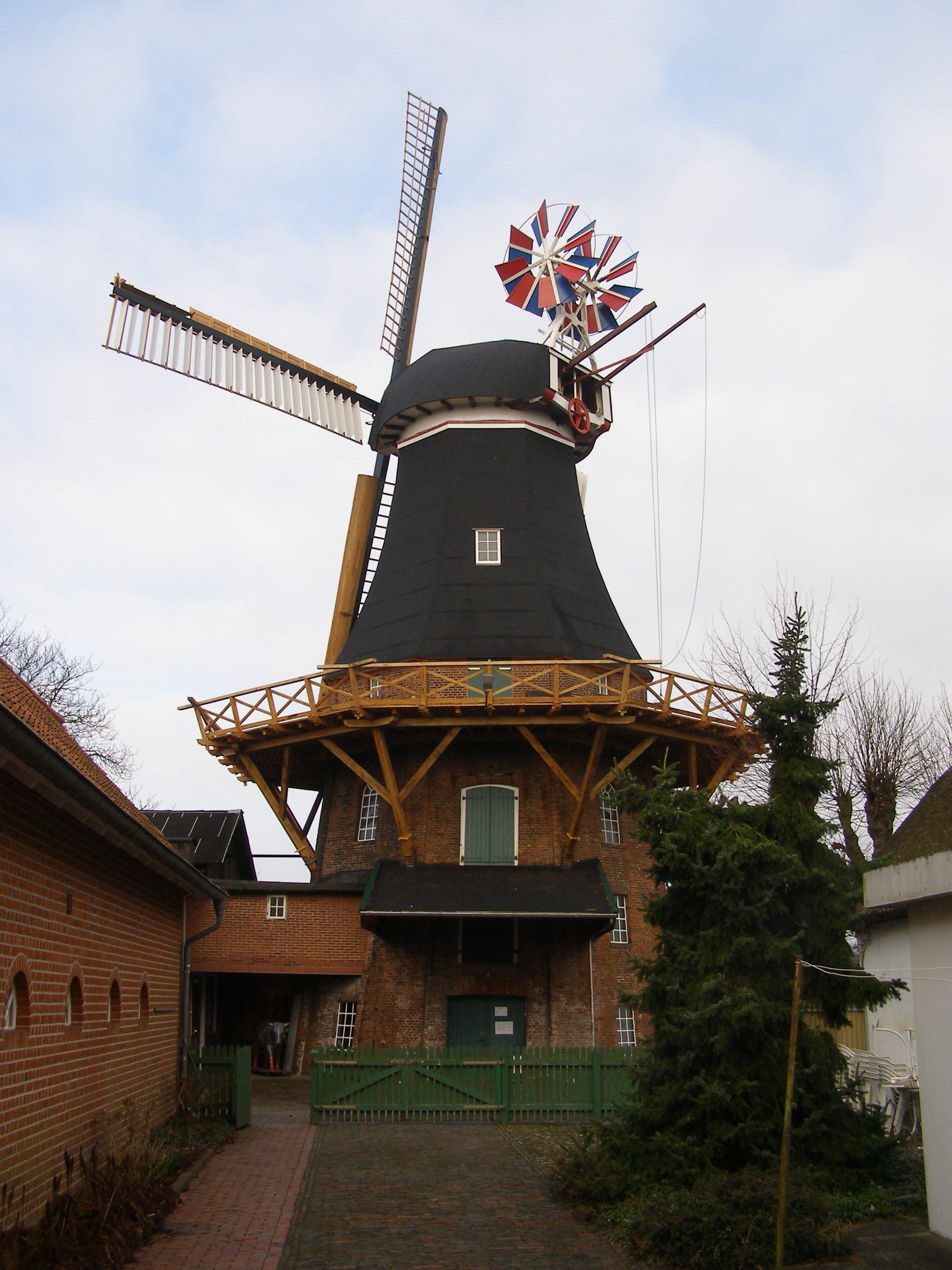
Die Moorseer Mühle kurz nach der Restauration der Kappe und der Flügel. Bild: Archiv Museum Moorseer Mühle

#### Mühle
Der Galerieholländer von 1854 befindet sich bis heute im Originalzustand mit zwei Mahlgängen; eines mit Wind angetrieben, das andere mit einem Elektromotor von 1932,.

Ab Ende Juli 2005 starteten Renovierungsarbeiten, bei denen unter anderem die Kappe der Mühle restauriert wurden. Große Teile der Kappe mussten originalgetreu nachgebaut werden. Anfang Dezember 2005 wurde die Kappe wieder auf die Mühle gehoben und die Flügel wieder eingebaut. Im Januar 2006 begann der Abbau und Neubau der Galerie. Außerdem mussten zwei defekte Mahlsteine ausgetauscht werden.
Im Mai 2007 erweiterte das Museum Moorseer Mühle die Dauerausstellung mit einer historischen Ladenzeile, die ursprünglich aus einem Einzelhandelsgeschäft aus Stollhamm stammte. Diese befindet sich, neben der landwirtschaftlichen Sammlung, im ehemaligen Kornspeicher der Mühle.

#### Göpelhaus

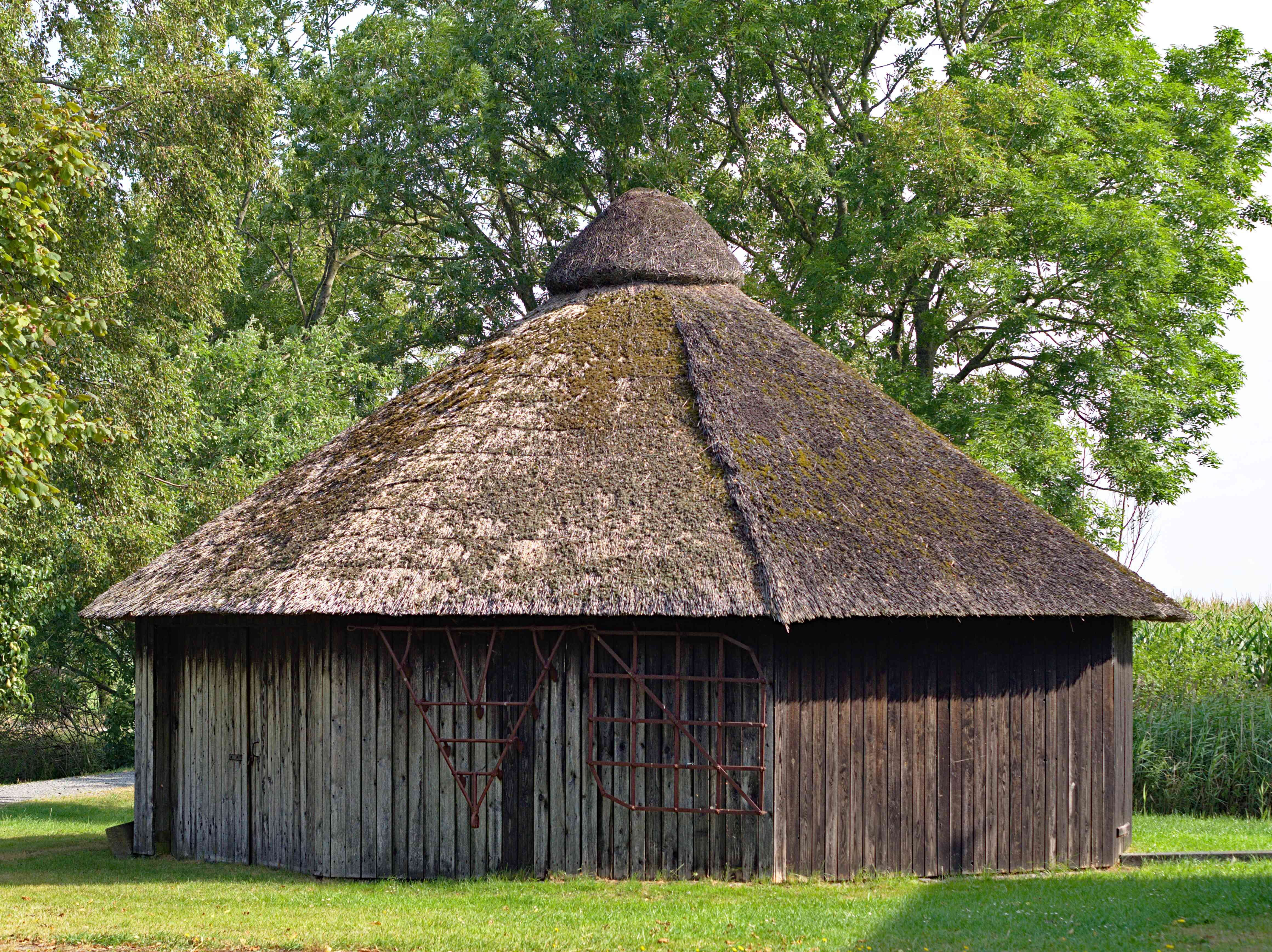
Das Göpelhaus am Museum Moorseer Mühle

1994 wurde ein Göpelhaus, das früher auf der Strohhauser Plate stand, abgebaut und auf dem Gelände der Mühle neu errichtet. Eine Göpelanlage ist eine historische Antriebseinrichtung für Mühlen oder Dreschmaschinen. Dabei wurden Pferde an eine Art Karussell gespannt und liefen im Kreis. Durch die Bewegung konnten sie verschiedene Maschinen antreiben. Um die Pferde und Arbeiter am Göpel vor Zugluft zu schützen, wurde oft eine runde Überdachung gebaut, das Göpelhaus.

#### Feldscheune

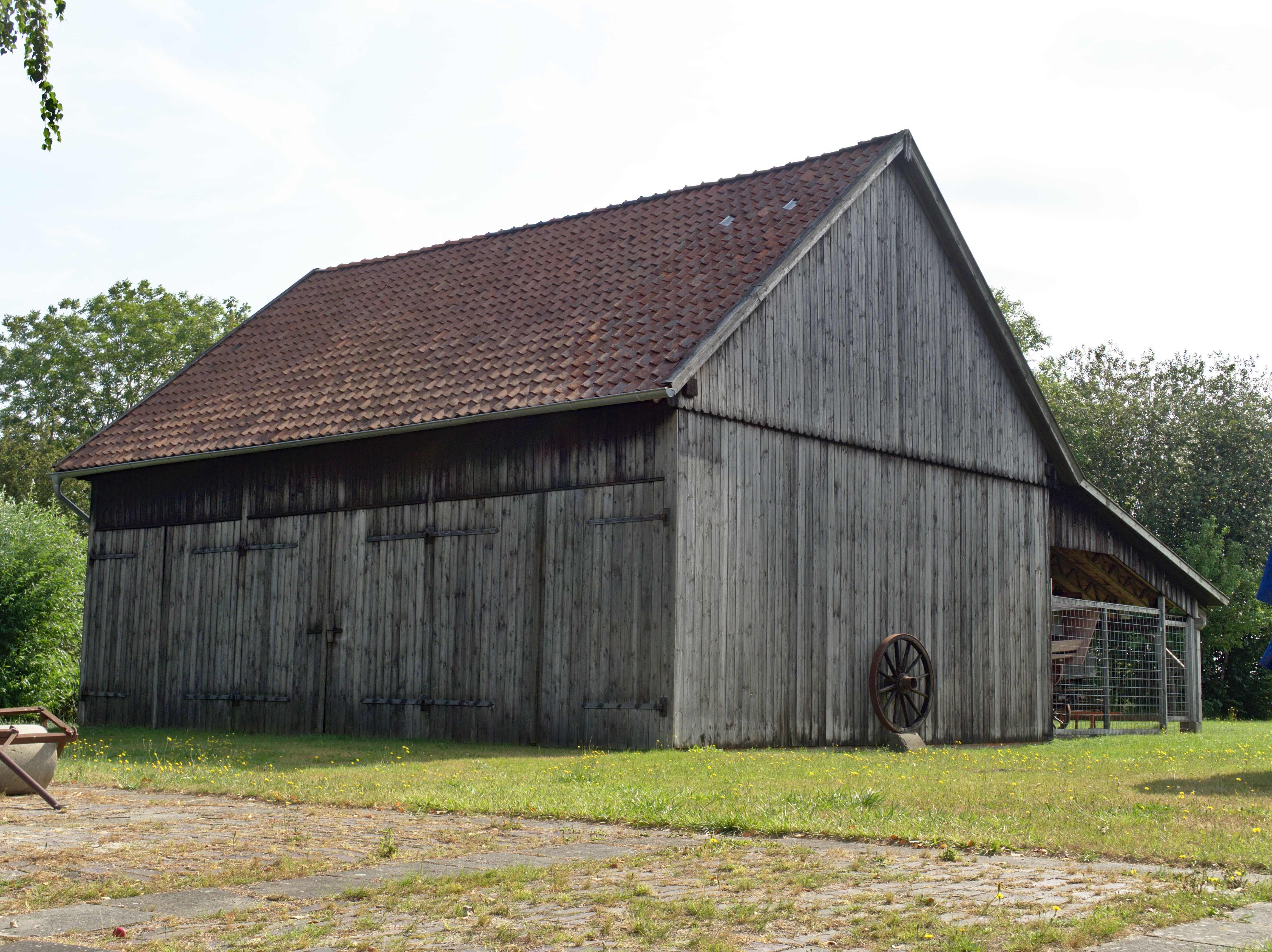
Die Feldscheune

1997 wurde eine Feldscheune auf das Gelände gegenüber der Mühle übertragen, in der landwirtschaftliche Maschinen untergebracht sind. Die Materialien für das Projekt kamen von verschiedenen Höfen aus Butjadingen und Nordenham. Sie dient als Unterstand für große landwirtschaftliche Maschinen, die bisher nicht in der Ausstellung gezeigt werden können. Dazu zählen eine Dampflokomobile und eine historische Dreschmaschine. Auch Ackerwagen, mit denen früher das Getreide eingeholt wurde, stehen in der Feldscheune.

#### Fluttermühle

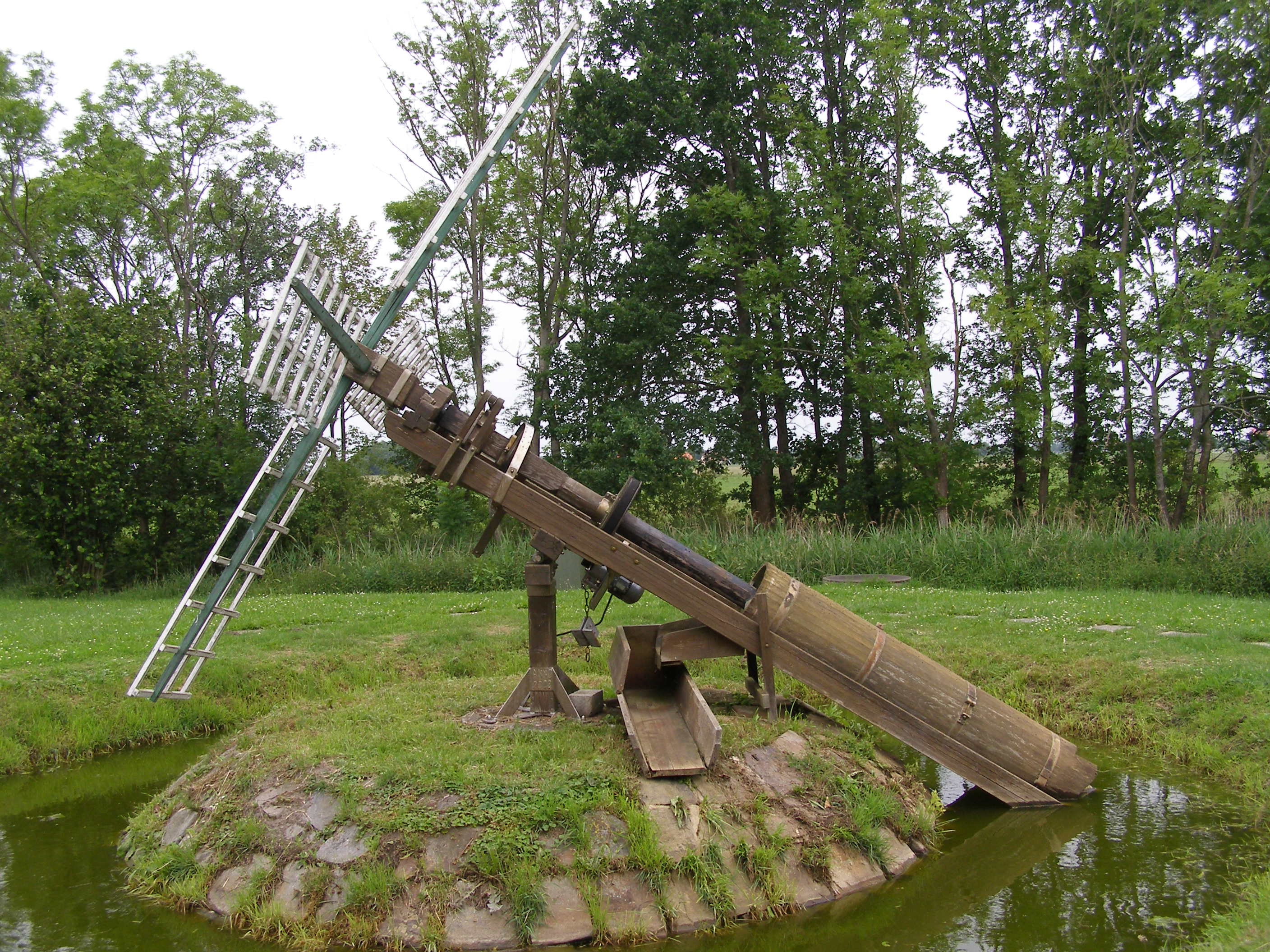
Die Fluttermühle am Museum Moorseer Mühle. Bild: Archiv Museum Moorseer Mühle

2002 wurde ein Nachbau einer Fluttermühle aus Holz im Museumsensemble eingeweiht. Eine Fluttermühle ist eine windbetriebene Wasserschöpfmühle. In den tiefliegenden Gebieten in den Niederlanden und an der Nordsee wurde sie auch zur Entwässerung von Äckern und Weideflächen genutzt. Das Wasser wird über eine archimedische Schraube aus Holz in einen höherliegenden Graben befördert. Von dort aus kann es in einen Hauptkanal abfließen.

#### Maschinenhaus, Mühlencafé

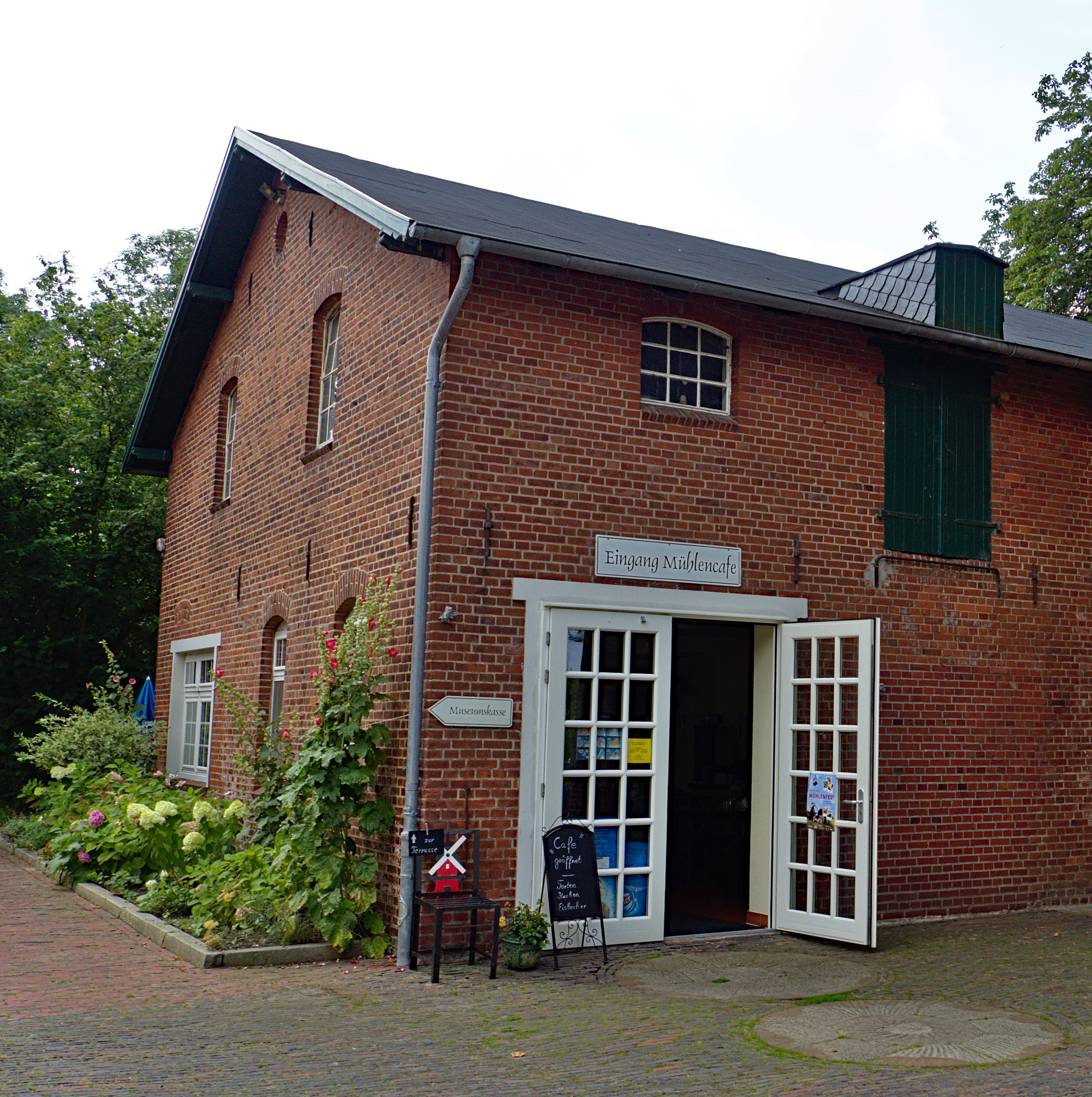
Eingang zum Mühlencafé

Das zweigeschossige verklinkerte Maschinenhaus von 1903 mit Satteldach beherberte früher die Dampfmaschine.

In den 1990er-Jahren richtete der Rüstringer Heimatbund zunächst im Erdgeschoss des Museumsgebäudes ein kleines Café ein. Im Herbst 2009 starteten die Umbauarbeiten des Nebengebäudes der Mühle. In der ehemaligen Bäckerei im Nebengebäude erhielt das Mühlencafé seinen Platz. Dieses bietet ein zusätzliches Angebot für die Museumsbesucher.

#### Müllerhaus

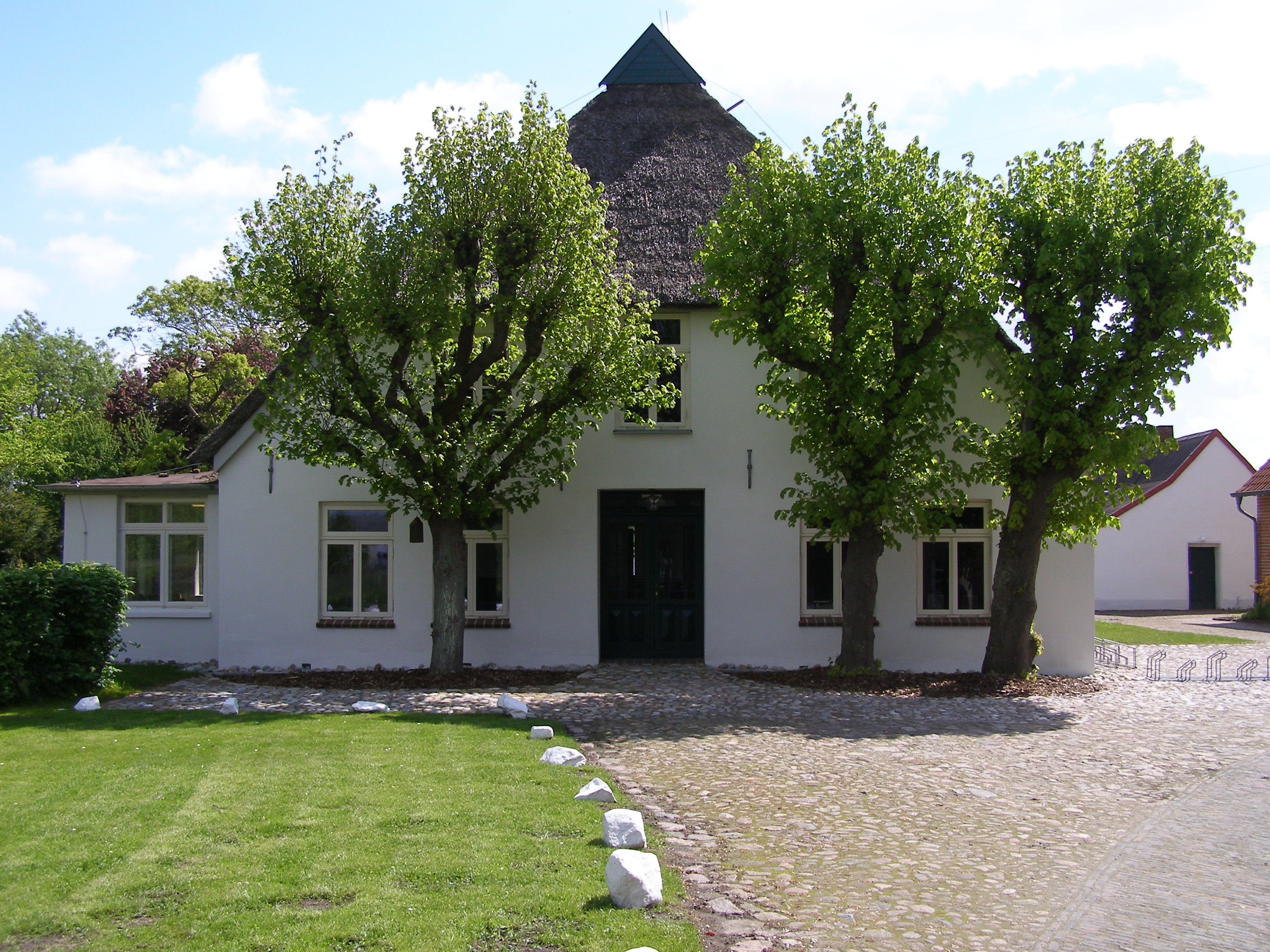
Müllerhaus des Museums Moorseer Mühle, Bild: Archiv Museum Moorseer Mühle

Ende 2004 erwarb der Landkreis Wesermarsch das ehemalige Müllerhaus des 2001 verstorbenen Müllermeisters. Das Haus mit reetgedecktem Krüppelwalmdach und Niedersachsengiebel stammt aus der Mitte des 18. Jahrhunderts.  Mitte 2012 begannen die Renovierungsarbeiten am Müllerhaus. 2014 wurde die hier neu eingerichtete Dauerausstellung zur Sozialgeschichte und Betriebsgeschichte der Müllerfamilie der Öffentlichkeit präsentiert. Zudem befinden sich ein Büro für die Museumsleitung sowie ein Archiv mit angegliederter Fachbibliothek. In der Guten Stube finden regelmäßig Trauungen des Standesamtes Nordenhams statt.

#### Stallgebäude
Die zwei teils verklinkerten einfachen Stallgebäuden mit Satteldächern, eines von 1840, sind auch denkmalgeschützt.

## Museumspädagogik und Aktionstage
Im Museum Moorseer Mühle werden regelmäßig verschiedene museumspädagogische Programme angeboten. Mehrmals in der Woche findet das Mitmachbacken Vom Korn zum Brot statt. Dann wird vor allem Kindern die Verarbeitung von Getreide zu Mehl nähergebracht. Zudem wird einmal pro Woche eine öffentliche Führung durch die Mühle angeboten. Regelmäßig wird die Mühle von freiwilligen Müllern in Betrieb genommen.
Seit 2004 wird das Projekt Schultreffpunkt Kulturlandschaft – Begegnungen mit Kühen, Kiebitzen und Kulturgeschichte angeboten. Im Zuge dessen wurde das Museum 2006 als außerschulischer Lernort anerkannt. Seit dem Schuljahr 2018/19 findet am Museum Moorseer Mühle das Projekt Müllerpraktikum 1900 in Kooperation mit der Oberschule 1 Nordenham statt. Das Projekt ist ein Wahlpflichtangebot für die achte Klasse in Geschichte und hat einen berufsorientierenden Schwerpunkt. Die Schüler arbeiten mit den Mitarbeitern des Museums zusammen und lernen den Alltag eines Müllers um 1900 kennen.
Auch jährliche Aktionstage wie Rund ums Schaf, der Bienentag oder das zweitägige Mühlenfest zählen neben wöchentlich stattfindenden Angeboten zum Programm des Museums. Seit 2018 gibt es jährlich eine Sonderausstellung im Museumsgebäude. 2018 behandelte die Sonderausstellung Deine Geschichte – 40 Jahre Museum Moorseer Mühle die Geschichte des Museums. In der Museumssaison 2019 wurde in der Sonderausstellung Die spinnen! Vom Handwerk zum Sprachgebrauch die Herkunft von Sprichwörtern erläutert.